# Euglossa orellana
Euglossa orellana là một loài Hymenoptera trong họ Apidae. Loài này được Roubik mô tả khoa học năm 2004.